# Rainer Hoffmann (Politiker)
Rainer Hoffmann (* 9. Januar 1962 in Bitburg) ist ein deutscher Politiker und ehemaliger Bundesvorsitzender sowie stellvertretender Vorsitzender des Landesverbandes Rheinland-Pfalz. der Kleinpartei Partei der Vernunft (PDV)

## Leben
Hoffmann studierte Elektrotechnik an der Rheinisch-Westfälischen Technischen Hochschule Aachen. Er arbeitete als Ingenieur und Lehrer. Aktuell ist er selbstständiger Unternehmensberater und betreibt ein Unternehmen mit Sitz in Badem.
Hoffmann war von 2012 bis 2014 Landesvorsitzender der PDV Rheinland-Pfalz sowie von 2013 bis 2014 Beisitzer im Bundesvorstand, Bei der Bundestagswahl 2013 kandidierte er als Spitzenkandidat auf der Landesliste und als Direktkandidat im Wahlkreis 203 Bitburg. Als Direktkandidat erreichte er 0,7 Prozent der Wählerstimmen, seine Partei im Wahlkreis 0,5 Prozent der Zweitstimmen. Von November 2014 bis Mitte 2015 war er Bundesvorsitzender der Partei. Er ist nach wie vor im Landesverband stellvertretender Vorsitzender.
Hoffmann lebt in Malberg-Mohrweiler.